# John Hopkins (színművész)
John Hopkins (London, 1974 –) angol színész, legismertebb munkája a Kisvárosi gyilkosságok című sorozat.

## Életpályája
Hopkins RADA drámaiskolában tanult. University of Leeds egyetemen angolszakra járt 1993-tól 96-ig, a tanulás mellett belépett az iskolai színjátszó körbe (Leeds University Union Theatre Group), ahol több híresebb darabban is játszott, mint például az Equus-ban, a Bunbury-ben (The Importance of Being Earnest), és a A salemi boszorkányok-ban  (The Crucidle). Iskolai évei alatt A Short Play about Sex and Death című darabban alakította Nathant, amiért Sunday Times National Student Drama Festivaltól Legjobb Színész-díjat (Best Actor Award) kapta. Diploma után leszerződött a Royal Shakespeare Company színháznál.
2004-ben figyelt fel rá a filmes világ, amikor szerepet kapott Dan Turner sci-fi regényének filmváltozatában, az Experiment-ben, ami több díjat is elnyert.
Egyik legismertebb karaktere Dan Scott őrmester, Tom Barnaby (Nettles) jobbkeze a Kisvárosi gyilkosságok című krimisorozatban. Filmes sikersorozata után visszatért a színpadi játékokhoz, de még számos sorozatban és filmben is feltűnik, ezek közé tartozik a 9/11 – A terrorizmus útja, a 2006-os Robin Hood-sorozat, a Wire in the Blood és a 2010-es Tim Burton-féle Alice Csodaországban is.
A Royal Shakespeare Company színházba fellépett Shakespeare két művében is: A vihar és az Antonius és Kleopátra című darabokban, Patrick Stewart társaságában. A The 39 Steps színpadi változatában játszotta a főhőst, Richard Hannay-t, kilenc hónapon át a West End színházban.

## Filmjei
| Év      | Magyar cím                   | Eredeti cím                                            | Szerep                       |
| ------- | ---------------------------- | ------------------------------------------------------ | ---------------------------- |
| 2011    |                              | Scenes of an Adult Nature (rövid-film)                 | Tom                          |
| 2011    |                              | Casualty (sorozat)                                     | Tom Russell (1 rész)         |
| 2011    | Egy call-girl titkos naplója | Secret Diary of a Call Girl (sorozat)                  | Tom (1 rész)                 |
| 2010    | Merlin kalandjai             | Merlin (sorozat)                                       | Sir Oswald (1 rész)          |
| 2010    |                              | Identity (sorozat)                                     | Justin Curtis (1 rész)       |
| 2010    | Alice Csodaországban         | Alice in Wonderland (film)                             | Lowell                       |
| 2009    | Hotel Babylon                | Hotel Babylon (sorozat)                                | Phil McGuiness (1 rész)      |
| 2009    |                              | The Bill (sorozat)                                     | Daniel Pfeiffer (2 rész)     |
| 2008    |                              | Wire in the Blood (sorozat)                            | Andy Hall (2 rész)           |
| 2008    |                              | Mutual Friends (sorozat)                               | Sam Westwood Jones (1 rész)  |
| 2007    | Robin Hood                   | Robin Hood (sorozat)                                   | John yorkból (1 rész)        |
| 2006    |                              | Tripping Over (sorozat)                                | Nathaniel (1 rész)           |
| 2006    | A terror útjai               | The Path to 9/11 (TV film)                             | angol riporter               |
| 2004-05 | Kisvárosi gyilkosságok       | Midsomer Murders (sorozat)                             | Dan Scott őrmester (14 rész) |
| 2005    |                              | Family Affairs (sorozat)                               | Rex Randall (15 rész)        |
| 2005    |                              | Experiment (film)                                      | Morgan                       |
| 2003    |                              | Trial & Retribution (sorozat)                          | Ian Frogton (1 rész)         |
| 2003    | Titkos Szolgálat - MI5       | Spooks (sorozat)                                       | Anton (1 rész)               |
| 2001    |                              | Swimming Pool - Der Tod feiert mit (film)              | Frank                        |
| 2001    |                              | The Life and Adventures of Nicholas Nickleby (TV film) | Lord                         |
| 2001    |                              | Love in a Cold Climate (mini-sorozat)                  | Robert Parker                |

## Fordítás
- Ez a szócikk részben vagy egészben  a   John Hopkins (actor) című angol Wikipédia-szócikk fordításán alapul.  Az eredeti cikk szerkesztőit annak laptörténete sorolja fel. Ez a jelzés csupán a megfogalmazás eredetét és a szerzői jogokat jelzi, nem szolgál a cikkben szereplő információk forrásmegjelöléseként.